# 尾藤二洲
尾藤 二洲（びとう じしゅう／にしゅう、延享2年10月8日〈1745年11月1日〉 - 文化10年12月4日〈1814年1月24日〉）は、江戸時代後期の儒学者。名は孝肇、字は志尹、通称は良佐、別号は約山。
柴野栗山・古賀精里とともに寛政の三博士と呼ばれる。妻は儒学者飯岡義斎の娘の梅月（直子）。妻の姉が頼山陽の母である頼梅颸であるため、頼山陽は甥にあたる。

## 人物
伊予国川之江（現在の愛媛県四国中央市）の船頭の子として生まれたが足を病んで家業を継ぐことができなかった。幼時に高津東白より句読を授かった。その後、儒医宇田川楊軒に学び、青年期に讃岐国和田浜（現在の香川県観音寺市豊浜町）の儒医の藤村九皐・合田求吾に学んだ。
24歳より大阪に出て片山北海の門に入り、頼春水・頼春風・頼杏坪兄弟、中井竹山・中井履軒兄弟、古賀精里等と共に復古学を学んだ。1791年に昌平黌教官となり、寛政異学の禁の後の教学を指導した。陶淵明を好み、晩年には白居易に親しんだ。
その性格は「恬淡簡易」と評され、甥の頼山陽と歴史への関心を分け持ち、夜の更けるのも忘れ「喜んで本邦群雄の事跡を談じ」たという。三博士の中ではもっとも詩人の素質に富み、こだわりなく詩を作る。詩は「唐を以て法と為す」べきであるが、陳腐にならないように新しい感覚のある宋詩をも読むべきである、ただし「宋人は雅俗を択ば」ないので模倣しすぎると詩の形を為さなくなる、と考えていた。二洲の詩的感興は、世俗を避ける心と結びついている。冢田大峯が異学の禁に反対する声明を出したときに二洲の門人で動揺するものが少なくなかったことを考え合わせると、二洲自身に権力で学問を統一することを忌む気風があったのではないかと推測される。
その門下には長野豊山・近藤篤山・越智高洲・筒井政憲らがいる。
著書に『論孟衍旨』『学庸衍旨』『正学指掌』『称謂私言』『国学指要』がある。青年時代から読書や雑談のうちに思いつくことがあると、机にある紙片にその思いつきを書きとどめる習慣があり、それらの断片を整理配列したのが『素餐録』（そさんろく）・『静寄余筆』（せいきよひつ）・『冬読書余』（とうとくしょよ）である。
大正4年（1915年）、従四位を追贈された。

## 著作
- 『称謂私言』〈明遠館叢書. 21〉。
  - 長沢規矩也 編『稱謂私言』汲古書院〈影印日本随筆集成 第7輯〉、1978年。
- 『擇言』（内田周平 校）谷門精舎、1935年。
  - 『擇言』日本図書センター〈徂徠学派 (日本教育思想大系 ; 15)〉、1979年。
- 『素餐録』〈明遠館叢書. 10〉。
  - 『素餐録』日本図書センター〈徂徠学派 (日本教育思想大系 ; 15)〉、1979年。
- 長沢規矩也 編『正學指掌』汲古書院〈影印日本随筆集成 第7輯〉、1978年。
  - 『正學指掌』日本図書センター〈徂徠学派 (日本教育思想大系 ; 15)〉、1979年。
- 『静寄餘筆巻上』日本図書センター〈徂徠学派 (日本教育思想大系 ; 15)〉、1979年。
- 『静寄餘筆巻下』日本図書センター〈徂徠学派 (日本教育思想大系 ; 15)〉、1979年。
- 『冬読書余 3巻（1）』写〈明遠館叢書. 11・12〉。
  - 『冬讀書餘巻之一』日本図書センター〈徂徠学派 (日本教育思想大系 ; 15)〉、1979年。
- 『冬読書余 3巻（2）』写〈明遠館叢書. 11・12〉。
  - 『冬讀書餘巻之二』日本図書センター〈徂徠学派 (日本教育思想大系 ; 15)〉、1979年。
- 『冬讀書餘巻之三』日本図書センター〈徂徠学派 (日本教育思想大系 ; 15)〉、1979年。
- 『冬讀書餘拾遺』日本図書センター〈徂徠学派 (日本教育思想大系 ; 15)〉、1979年。
- 相良亨 ほか 編『尾藤二洲』ぺりかん社〈近世儒家文集集成 第10巻〉、1991年。
- 『二洲先生草稿』書写。
- 『尾藤二洲先生自筆文稿』書写。
- 『流水居文稿 2巻（1）』写。
- 『流水居文稿 2巻（2）』写。